# Louise-Élisabeth av Frankrike
Marie-Louise-Elisabeth av Frankrike, född 14 augusti 1727, död 6 december 1759, var en prinsessa av Frankrike, och en prinsessa av och hertiginna av Parma som gift med Philip av Bourbon. 
Hon var äldsta dotter till den franske kungen Ludvig XV och Marie Leszczynska. Hon gifte sig med den spanska prinsen Philip av Bourbon, som senare blev regerande hertig av Parma.  Hon var Parmas erkända de facto regent under sin makes regeringstid. 

## Biografi

### Prinsessa av Frankrike
Elisabeth var född som tvilling till sin syster Henriette och kallades Madame Royale, Madame Première, Madame Élisabeth, och inom familjen Babette. Hon ska ha varit sin fars favorit. Elisabeth beskrivs som intelligent och med snabb uppfattning. Till skillnad från flera av hennes yngre syskon, som uppfostrades i kloster, växte Elisabeth upp vid hovet. 

### Prinsessa av Spanien
I februari 1739 förlovades hon med prins Filip av Spanien i enlighet med traditionen av äktenskapsallianser mellan de franska och spanska kungahusen. Detta var inte populärt vid hovet eftersom Filip var en tredje son och inte förväntades bli monark. Hon gifte sig 26 augusti 1739 i Versailles och 25 oktober 1739 i Madrid. Hon vantrivdes vid det spanska hovet på grund av dess strikta etikett och sin dominanta svärmor, och tillbringade mesta tiden lekandes med dockor på sitt rum. 

### Hertiginna av Parma
Vid freden efter österrikiska tronföljdskriget 1748 blev maken monark (hertig) över Parma och paret bosatte sig i Italien. På väg till Parma besökte hon franska hovet 1748–1749, där hon beskrevs som en skönhet och blev vän med sin svägerska och madame de Pompadour, något som ogillades av hennes syskon. Hon tillbringade även 1752–1753 och 1757 i Frankrike. 
Hon hade ambitioner att bli regent någonstans, och lovades tronen i nuvarande Belgien av Maria Teresia av Österrike, och arrangerade ett äktenskap mellan sin dotter och Maria Teresias son. Hon avled under ett besök i Versailles.

## Barn
- Isabella Maria av Bourbon-Parma, gift med den tysk-romerska kejsaren Josef II.
- Ferdinand av Parma, hertig av Parma.
- Maria Luisa av Parma, drottning av Spanien.

## Galleri

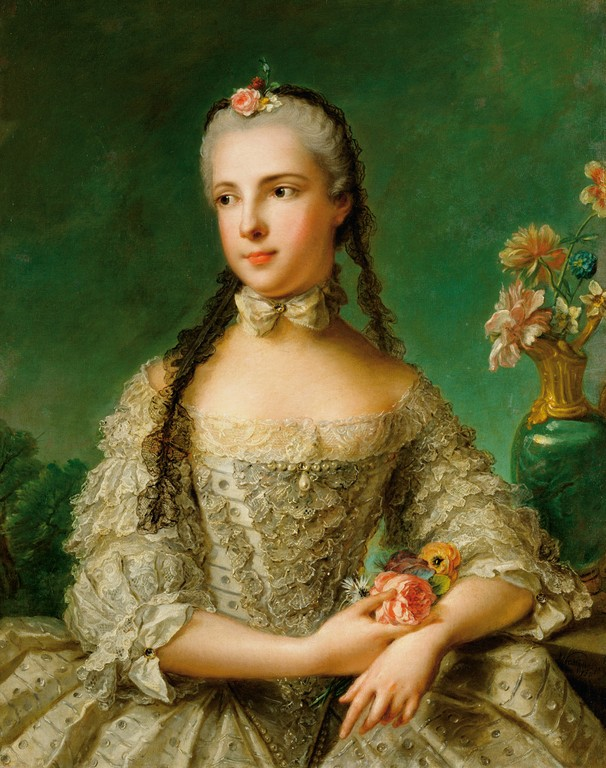
Isabella Maria av Bourbon-Parma, ärkerhertiginna av Österrike
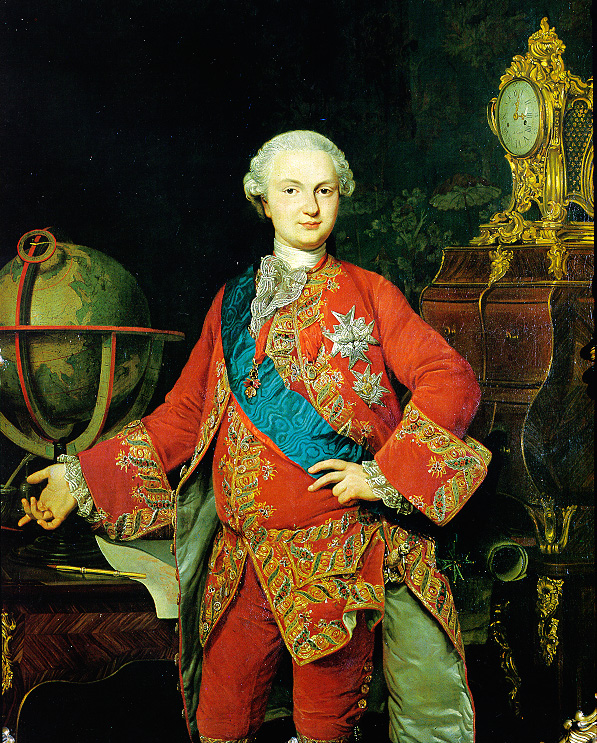
Ferdinand av Parma
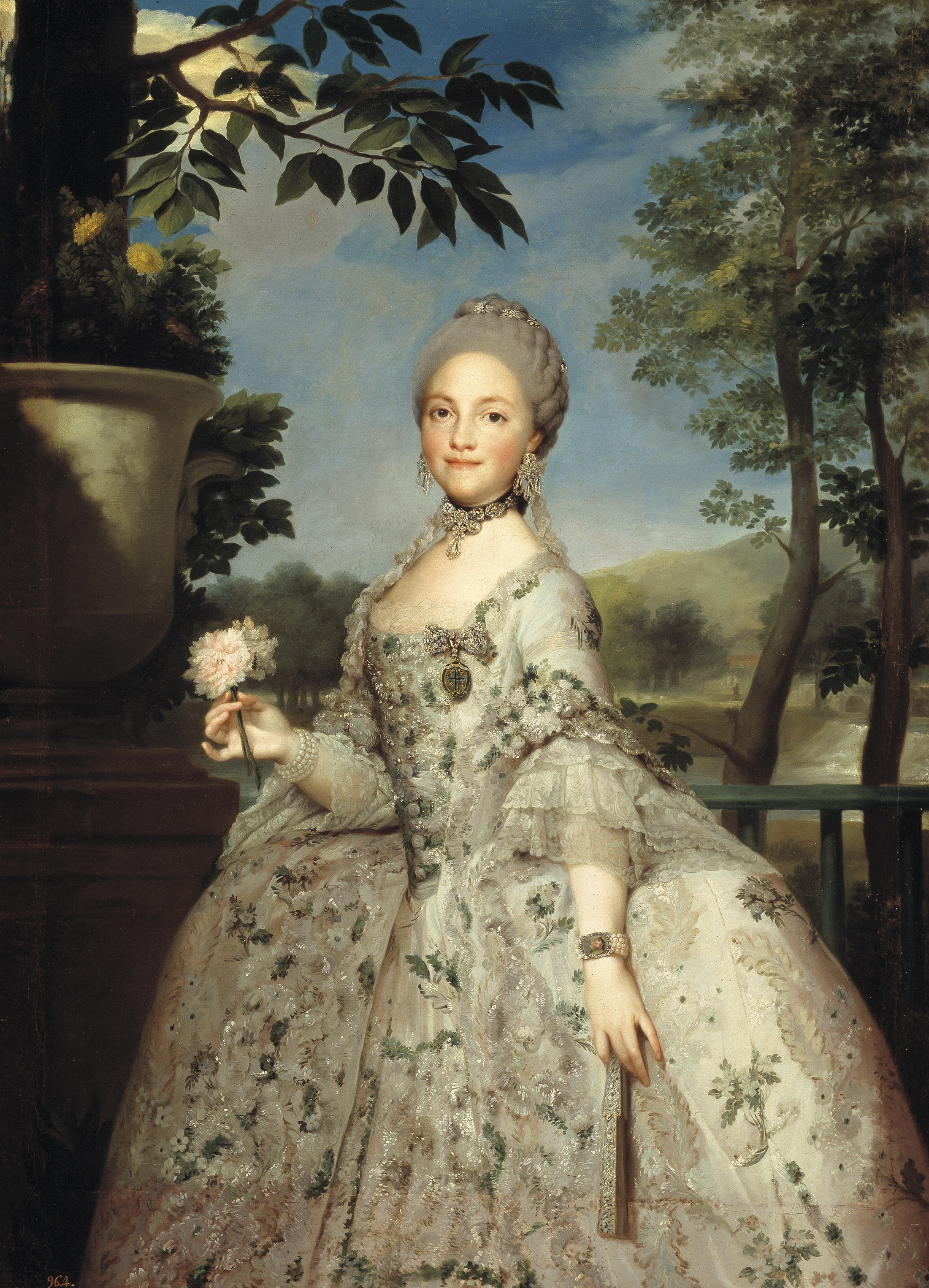
Maria Luisa av Parma, drottning av Spanien